# San José Río Minas
San José Río Minas är en ort i Mexiko.   Den ligger i kommunen San Pedro Teozacoalco och delstaten Oaxaca, i den sydöstra delen av landet, 300 km sydost om huvudstaden Mexico City. San José Río Minas ligger 1 490 meter över havet och antalet invånare är 321.
Terrängen runt San José Río Minas är huvudsakligen kuperad. San José Río Minas ligger nere i en dal. Runt San José Río Minas är det glesbefolkat, med 12 invånare per kvadratkilometer. Närmaste större samhälle är San Antonio Huitepec, 12,0 km öster om San José Río Minas. I omgivningarna runt San José Río Minas växer huvudsakligen savannskog.